# فيرنر كورتي
فيرنر كورتي (بالألمانية: Werner Korte)‏ هو عالم موسيقى ألماني، ولد في 29 مايو 1906، وتوفي في 26 نوفمبر 1982.